# Pau Marsal i Boguñà

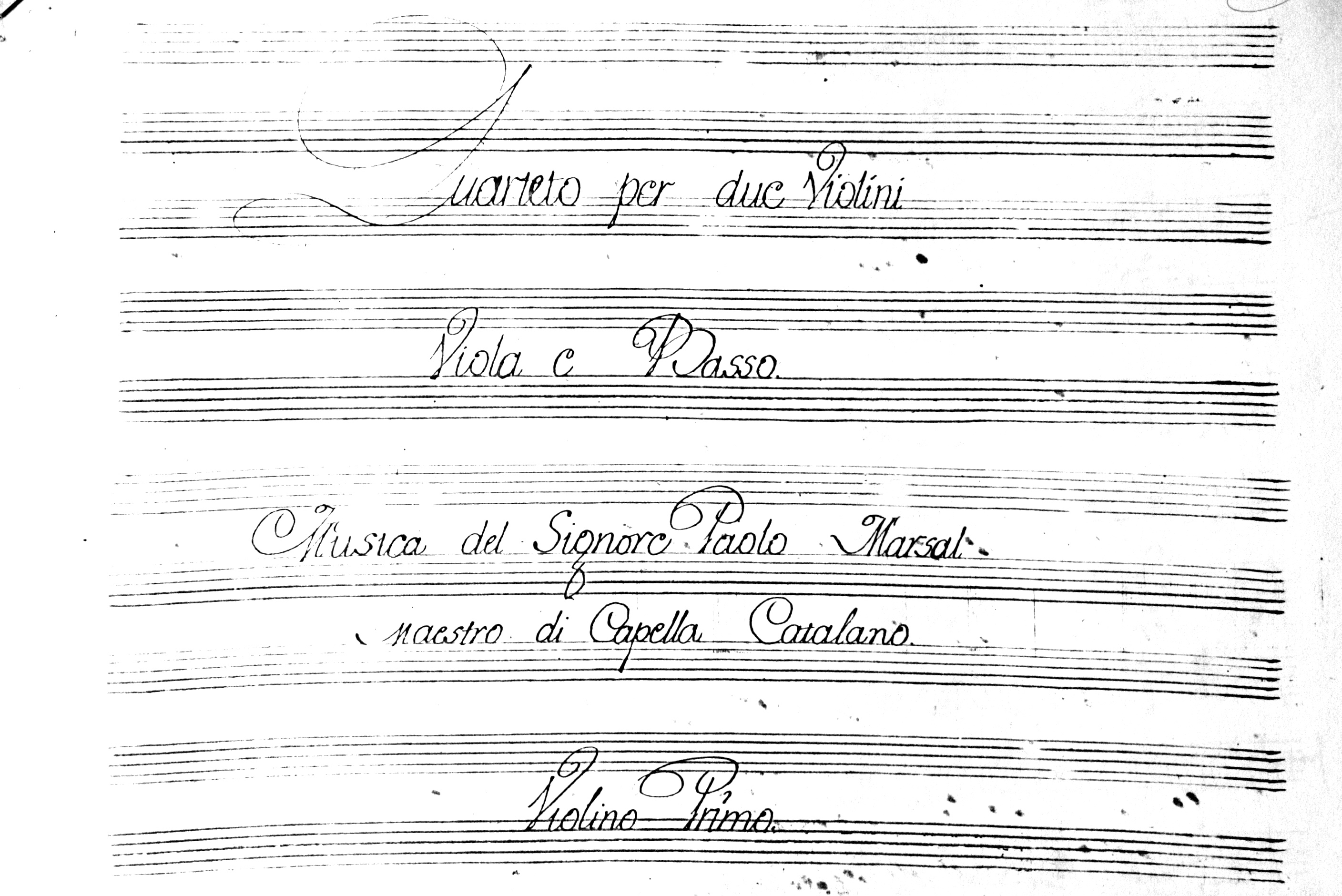
Portada del manuscrit del quartet de corda de Pau Marsal

Pau Marsal i Bogunyà (Terrassa, 1761 - Terrassa, 23 d'abril del 1839) fou un compositor, organista, violoncel·lista i mestre de capella català entre el s. XVIII i XIX.

## Biografia
Es formà a l'Escolania de Montserrat amb Narcís Casanoves. Més tard, als 17 anys passà a ocupar els càrrecs d'organista i mestre de capella a l'Església del Sant Esperit, de Terrassa. A més, va fer estudis eclesiàstics i fou ordenat prevere. Posteriorment ocupà els càrrecs de mestre de capella d'Eivissa, d'organista a la catedral de Palència, i també d'organista al Palau de la Comtessa, de Barcelona. Un dels seus alumnes fou el futur organista i mestre de capella Francesc d'Assís Argemí i Casamada
Va compondre música religiosa però, sobretot, música per a piano i de cambra. entre la qual destaca un dels pocs quartets de corda d'autor català del període. Es conserven obres seves al fons musical de la catedral-basílica del Sant Esperit de Terrassa.
El seu germà, Ramon Marsal i Bogunyà (1781-1846), estudià igualment a l'Escolania amb el pare Casanoves. S'ordenà monjo el 1801. Va ser diverses vegades administrador de la granja de Miravall. Morí en una visita a la seva Terrassa natal. Fou un excel·lent instrumentista de violí i violoncel.